# Athamini
Athamini è una tribù di ragni appartenente alla Sottofamiglia Euophryinae della Famiglia Salticidae dell'Ordine Araneae della Classe Arachnida.

## Etimologia
Il nome deriva dal personaggio della mitologia greca Atamante (in greco antico Ἀθάμας, athàmas) e dal suffisso -ini che designa l'appartenenza ad una tribù.

## Distribuzione
L'unico genere oggi noto di questa tribù è diffuso in Oceania: in particolare sono state rinvenute specie nelle Nuove Ebridi, in Polinesia, in Nuova Guinea e nella Nuova Irlanda.

## Tassonomia
A dicembre 2010, gli aracnologi riconoscono un solo genere appartenente a questa tribù:
- Athamas O. P.-Cambridge, 1877 — Oceania (6 specie)